# Santa Rosa megye (Mendoza)
Santa Rosa egy megye Argentína nyugati részén, Mendoza tartományban. Székhelye Santa Rosa.

## Népesség
A megye népessége a közelmúltban a következőképpen változott:
| Év   | Lakosság |
| ---- | -------- |
| 2001 | 15 791   |
| 2010 | 16 374   |